# Cardiovascular and Interventional Radiology
Cardiovascular and Interventional Radiology (ook CVIR) is een internationaal, aan collegiale toetsing onderworpen wetenschappelijk tijdschrift op het gebied van de interventie radiologie.
De naam wordt in literatuurverwijzingen meestal afgekort tot Cardiovasc. Intervent. Radiol.
Het wordt uitgegeven door Springer Science+Business Media namens het European College of Angiography en verschijnt tweemaandelijks.
Het eerste nummer verscheen in 1980.